# الا پاولوا
الا پاولوا (انگلیسی: Alla Pavlova؛ زادهٔ ۱۳ ژوئیهٔ ۱۹۵۲) آهنگساز اهل اتحاد جماهیر شوروی سوسیالیستی است.